# Kaufhaus Tyrol
Het Kaufhaus Tyrol was een warenhuis aan de Maria-Thérèsien-Strasse in de Oostenrijkse stad Innsbruck. In 2010 werd het heropend als winkelcentrum met 55 winkels op 33.000 m² verdeeld over vijf verdiepingen. Het is daarmee het grootste winkelcentrum in Innsbruck.

## Ligging
Het Kaufhaus Tyrol ligt in het centrum van Innsbruck, in de voetgangerszone van de Maria-Theresien-Straße. Dat betekent dat het niet alleen door de lokale bevolking wordt bezocht, maar ook door toeristen. Het profiteert van de nabijheid van de Rathaus-Galerien en het Landhaus.

## Geschiedenis
Op 16 maart 1908 openden de Joodse families Bauer en Schwarz het eerste warenhuis van Tirol. Tijdens de nazitijd werd het warenhuis geariseerd en verkocht aan het Duitse bedrijf Ferdinand Kraus, dat het huis onder een nieuwe naam verder exploiteerde.
Na de verwoesting in de Tweede Wereldoorlog begon de herbouw van het gebouw in 1945, die bijna tien jaar duurde. In 1966 werd de naam veranderd in Kaufhaus Tyrol.
Na drie eigenaarswisselingen kocht René Benko het gebouw in 2004, begon de sloop in 2006 en werd in 2010 op dezelfde locatie het nieuwe warenhuis gebouwd. Dit gebeurde onder leiding van de burgemeester van Innsbruck, Hilde Zach, die ook bij de opening aanwezig was. Het bouwproject trok vooral de aandacht omdat de voorgevel van het gebouw deel uitmaakte van het totaalbeeld van de historische Maria-Theresien-Straße en daardoor een monument was. Ook aan de Erlerstrasse werden nog meer gebouwen gesloopt. Alfred Gusenbauer, die in januari 2007 bondskanselier werd, had hard gelobbyd voor de sloop en nieuwbouw. Volgens onderzoek van het tijdschrift News werd hij direct na zijn aftreden als minister van Financiën in december 2008 gerekruteerd en royaal beloond door de Signa Group van Rene Benko. 
Sinds 2011 is het warenhuis Tirol eigendom van Signa Prime Selection AG. Op 13 februari 2024 werd aangekondigd dat het warenhuis zou worden verkocht als onderdeel van de Signa-betrokkenheid.

## Architectuur
Het gebouw is ontworpen door de Engelse architect David Chipperfield in samenwerking met Dieter Mathoi en moet een brug slaan tussen oud en nieuw. De gevel moet zo goed mogelijk in het straatbeeld worden geïntegreerd, zonder daarbij de aangrenzende historische gebouwen te imiteren. Een betonkernactiveringssysteem minimaliseert koel- en verwarmingskosten. Volgens een milieueffectrapportage moet er per jaar 5.000 ton CO2 worden bespaard. Een glazen koepel en de open trap zorgen voor daglichtinval in de kelder.